# Yamamoto Takahiro
Takahiro Yamamoto (sinh ngày 30 tháng 7 năm 1975) là một cầu thủ bóng đá người Nhật Bản.

## Sự nghiệp câu lạc bộ
Takahiro Yamamoto đã từng chơi cho Shimizu S-Pulse.